# Tanacetum vulgare

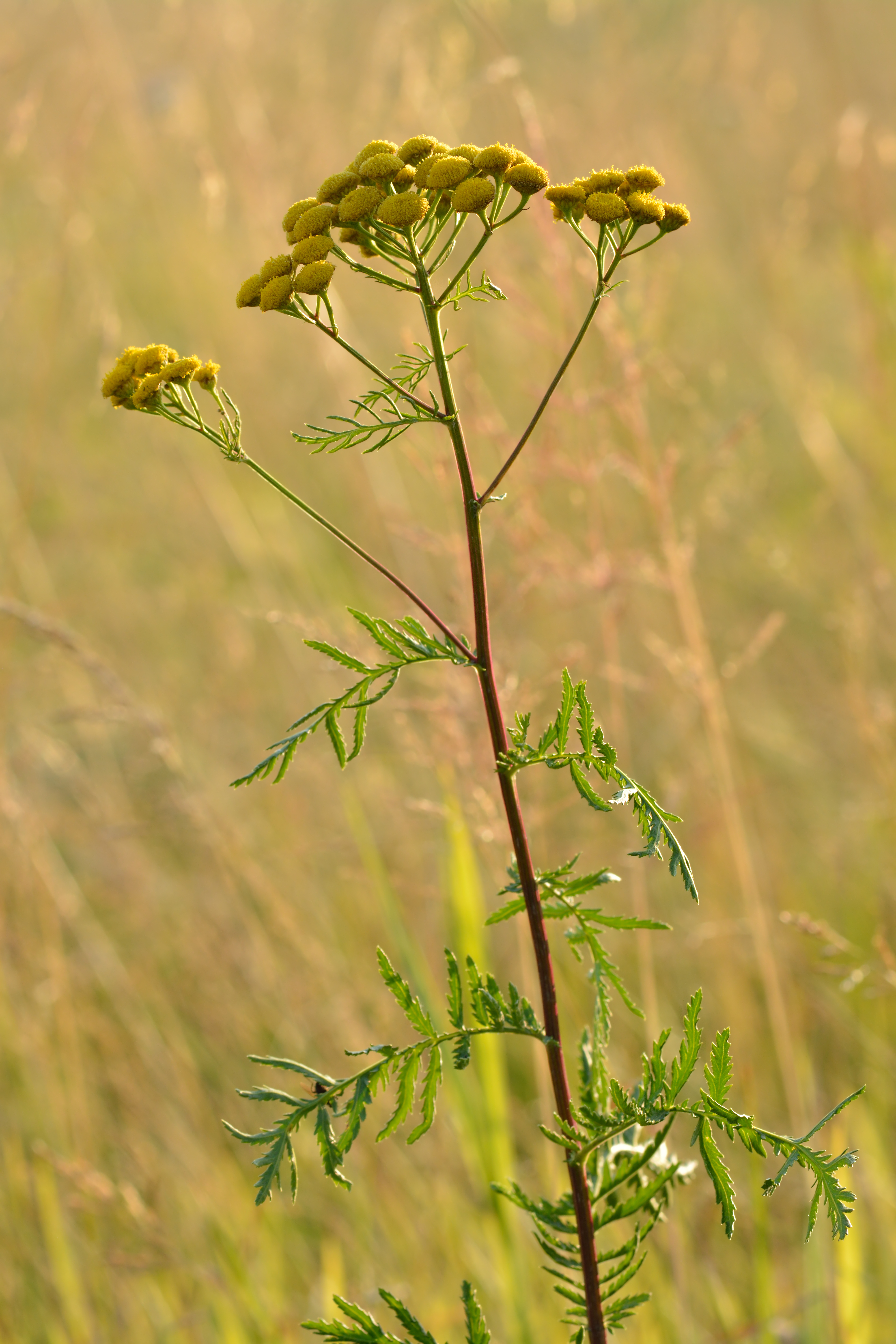

Tanacetum vulgare, conhecida pelos nomes populares de atanásia, atanásia-das-boticas, catinga-de-mulata, erva-lombrigueira, erva-das-moscas, erva-de-santa-maria, erva-de-são-marcos, erva-dos-vermes, palma-crespa, palminha,  tanaceto e outros, é uma planta herbácea perene nativa da Ásia (China, Japão, Cazaquistão, Coréias, Mongólia, Sibéria, Rússia, Turcomenistão) e Europa.  Foi introduzida em outras partes do mundo, como a América do Norte, e em algumas áreas se tornou invasiva.

## Características
É uma planta herbácea perene robusta que possui talo ereto de 60 a 90 cm de altura. As folhas pinadas com numerosos folíolos profundamente dentados, e nervura principal alada, são de cor verde-escuro e aromáticas. As flores, produzidas no verão, são pequenas, de cor amarelo dourado, agrupadas em capítulos, formando corimbo denso e aplanado; por seu odor fresco e acentuado, são usadas em essências e cosméticos.

## Uso na medicina popular
Tanacetum vulgare tem diversos usos na medicina popular.  
É usada como vermicida e para tratar hemorróidas. A infusão das flores é um anti-helmíntico recomendado contra as ascaridíase e oxiuro. Em aplicação externa, na forma de azeite, é empregada para combater o reumatismo. Também é usada para combater taquicardia e epilepsia. Além disso, é abortiva, dada a sua toxicidade, quando consumida em grande quantidade.

## Uso culinário
É uma das ervas utilizadas para adicionar aroma e sabor amargo aos vermutes. Também é empregada em preparações culinárias doces e salgadas.